# Molobala
Molobala é uma cidade e sede da comuna rural Colonigué, na circunscrição de Cutiala, na região de Sicasso ao sul do Mali.

## História
No começo de 1898, Suonco de Molobala, por não estar em bons termos com Zampé de Carangasso, solicita a intervenção do fama Babemba Traoré (r. 1893–1898) do Reino de Quenedugu.

## Agricultura
Molobala e outras vilas do Mali desempenham importante papel na produção de algodão. No ano de 2014, essa vila registrou-se uma produção 104,30% com base na previsão daquele ano. Essa melhora foi sentida pela média pluviométrica elevada da região e pelo emprego de técnicas de pousio nas áreas agriculturáveis, um esforço que visa impedir a degradação do solo.